# Make It with You
«Make It with You» es una canción escrita por David Gates y originalmente grabada por el grupo de soft rock Bread, del cual Gates era un miembro. 
La canción apareció por primera vez en el álbum de 1970 On the Waters. Lanzada como un sencillo en 1970, se volvería el primer tema en entrar en los primeros diez y el único sencillo número uno en el listado de sencillos Billboard Hot 100 en los Estados Unidos, estando la semana del 22 de agosto de 1970 en el puesto más alto. 
El sencillo alcanzó el número cinco en el listado UK Singles Chart. Fue además certificado de oro por la RIAA por ventas por encima de un millón de copias.
La canción fue bien recibida por las estaciones de música ligera al principio de la era del soft rock, alcanzando el número cuatro en el Billboard Easy Listening Top 40. The Supremes, Aretha Franklin, Earth, Wind & Fire, Dusty Springfield, Cilla Black, The Originals, The Main Ingredient, The Whispers, Marc Anthony, Teddy Pendergrass, Don Julian & The Larks, Let Loose, Dennis Brown, Andy Williams, Lou Donaldson, Tony Mottola, y Marc Cohn están entre aquellos que grabaron versiones de la canción.
Fue también grabada en otros lenguajes, incluyendo el español, como "Quiero Hacerte El Amor" con una versión por Blvd con M C Blvd siendo popular en la costa oeste. Ralfi Pagan alcanzó el número 32 en el listado Billboard R&B durante once semanas en el verano de 1971 con una versión de Soul Latino de la canción, y también por el grupo de R&B en español, Barrio Boyzz en 1993 como "Cerca de Ti". También hay una versión muy popular en Latinoamérica hecho por Roberto Jordán, la que se llamó "Te ofrezco mi corazón".